# La rubia tarada
La rubia tarada é uma canção de rock argentino do grupo Sumo, lançada em 1985 com o álbum Divididos por la Felicidad.
É uma das mais famosas músicas da banda, e é considerada um hino do rock espanhol. O refrão da música tem bastante similaridade com a da canção Soul Makossa de Manu Dibango.

## História
A canção ia se chamar "Una noche en New York city".
O êxito da canção fez a banda ficar conhecida, e a alçou definitivamente para o caminho do sucesso.
A música incorpora uma posição mercantilista e superficial da sociedade moderna. Ela faz uma crítica a "loira de plático", chamada pelo compositor de "menina de ouro". Apesar de seu pelo dourado, nem tudo que reluz é ouro. Fazia-se, assim, um estereótipo típico da mulher loira, boba e ingênua. Na letra, Prodan denuncia a frivolidade e o duplo discurso de uma geração à qual pertencia e criticava, mas ao qual não homogeneizava porque sabia que também havia "pessoas acordadas", aquelas pessoas da Argentina que o músico apreciava.

## Créditos
- Luca Prodan: Voz.
- Ricardo Mollo: Guitarra e Voz.
- Germán Daffunchio: Guitarra, teclados e Voz.
- Diego Arnedo: Baixo, teclados e Voz.
- Alberto Troglio: Bateria.
- Roberto Pettinato: Saxofone.

## Prêmios e honrarias
- Em 2002, a revista Rolling Stone Argentina, juntamente com o canal a cabo MTV, rankearam esta canção na 12ª posição dos 100 maiores hits do rock argentino pela Rolling Stone e MTV, sendo a canção mais bem ranqueada da banda[4][5]
- Em 2007, o canal VH1 Latinoamérica fez a lista "As maiores canções em espanhol dos anos 80". "La Rubia Tarada" ficou rankeada na 9a posição[6].